# Kólpos Chaníon
Kólpos Chaníon är en bukt i Grekland.   Den ligger i prefekturen Nomós Chaniás och regionen Kreta, i den södra delen av landet, 270 km söder om huvudstaden Aten.